# مركز التطوير التكنولوجي (دسوق)
مركز التطوير التكنولوجي بدسوق، يقع بمدينة دسوق في مصر، وهو كائن بشارع مجمع المدارس بالمدينة، ومن أنشطته متابعة المعامل المطورة بالمدارس وتنشيطها في إطار (الأوساط المتطورة، البث الفضائي، التعليم الإلكتروني)، وصيانة جميع أجهزة الحاسب المعطلة وأجهزة العرض بالمدارس لقطاع (دسوق،فوه، مطوبس)، وأيضاً الإشراف على الدورات التدريبية للعاملين بوزارة التربية والتعليم والمتعاقدين الجدد، ومن الدورات (الرخصة الدولية لقيادة الكمبيوتر، دورات التعليم الإلكتروني،..... الخ).